# Баурчи-Молдовени
Бау́рчи-Молдове́ни (Баурчи-Молдовень, Романи, рум. Baurci-Moldoveni) — село в Кагульському районі Молдови, утворює окрему комуну.
Вперше село згадується 1711 року в статуті Димитрія Кантеміра.
Село розташоване в балці Халмагей, порослій акаціями та дубами. Тут зростає найбільший в країні лісовий масив дуба пухнатого — 93,1 га.